# Radeon HD 7000

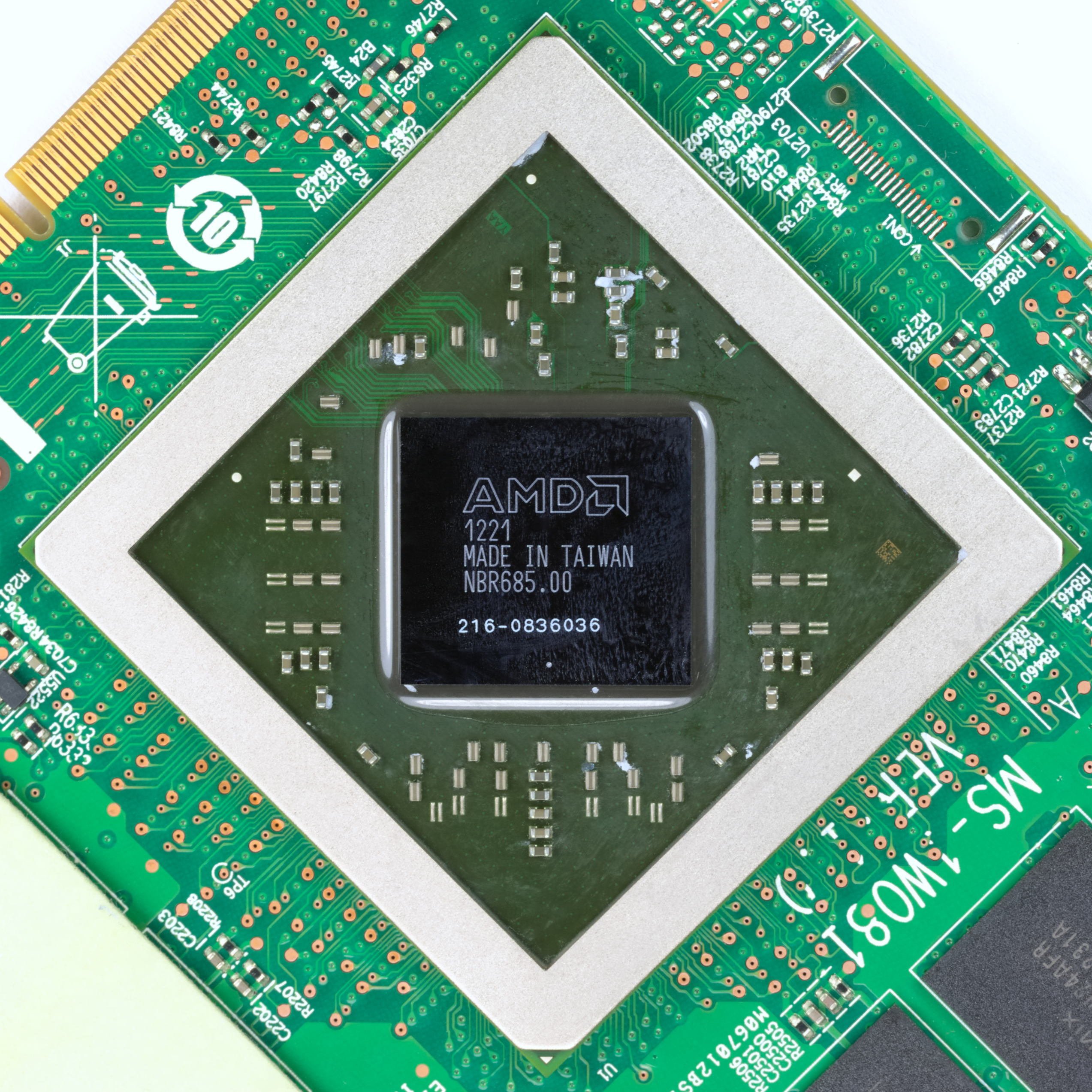
AMD Radeon HD 7970M

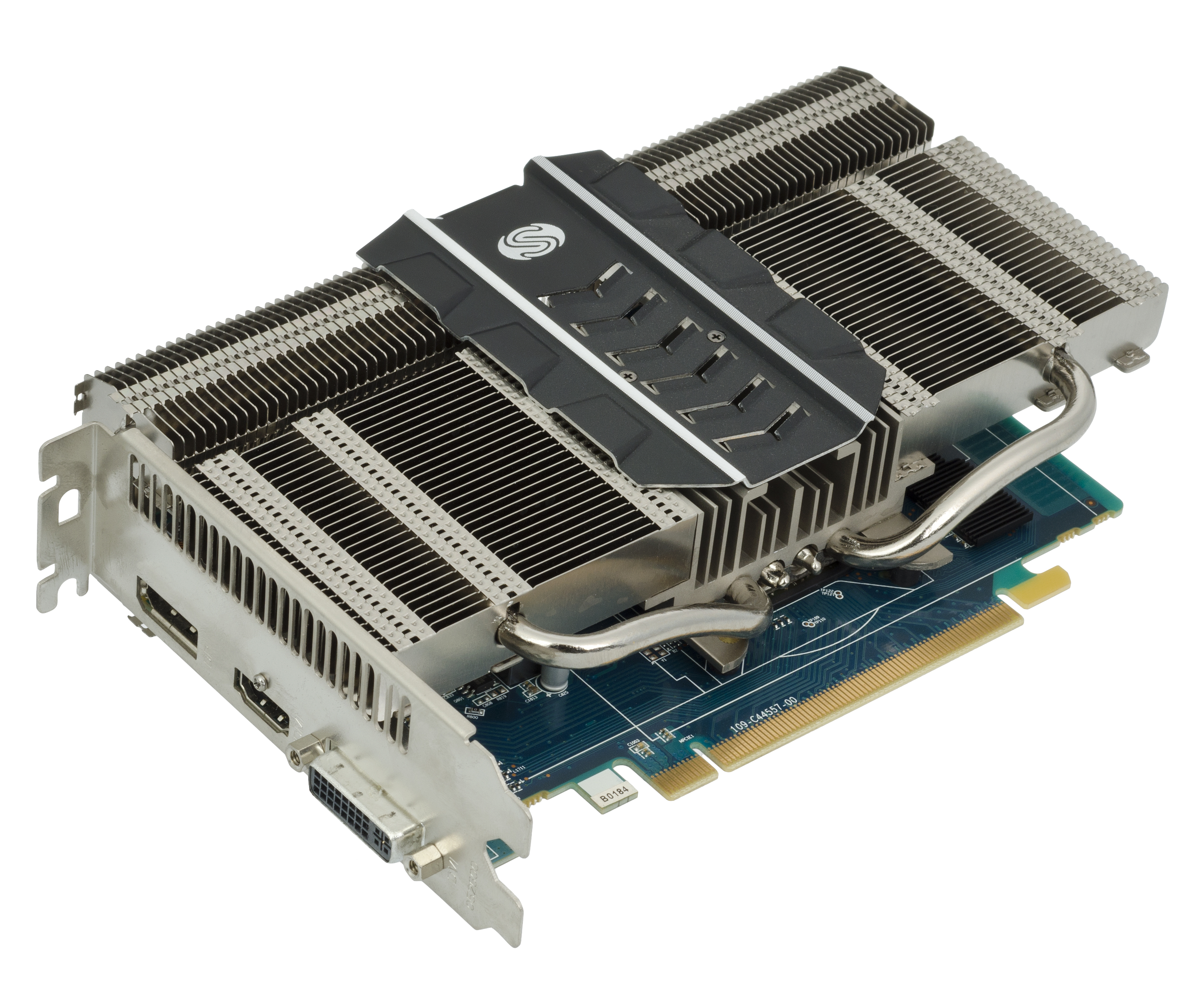
AMD Radeon HD 7750

Radeon HD 7000 – rodzina procesorów kart graficznych (GPU) stworzona przez firmę AMD. Seria została oficjalnie wprowadzona w styczniu 2012 r.
Seria ta oparta jest w głównej mierze na mikroarchitekturze GCN (dokładniejsze informacje poniżej w sekcji „Szczegóły architektury”) i TeraScale (w przypadku najmniej wydajnych modeli).
Karty te są produkowane w procesie technologicznym TSMC 40 nm i TSMC 28 nm, obsługują PCIe 2.1 x16 lub PCIe 3.0 x16 w zależności od modelu.

## Szczegóły architektury
- Rdzenie oparte na architekturze GCN (Graphics Core Next) można znaleźć w Radeonach HD 7730 i wyższych.
- Rdzenie oparte na architekturze TeraScale w wersji „Evergreen (VLIW5)” można znaleźć w Radeonach HD 7670 i niższych.
- Rdzenie oparte na architekturze TeraScale w wersji „Northern Islands (VLIW4)” można znaleźć w procesorach APU, których zintegrowane karty graficzne zostały nazwane Radeon HD 7000.
- Zgodność z OpenGL 4.x wymaga obsługi 64-bitowych (FP64) shaderów. Na niektórych rdzeniach z architektuara TeraScale zgodność ta uzyskana została przy pomocy emulacji.
- Obsługa sterowników Vulkan wymaga rdzenia opartego na architekturze GCN. Przy użyciu nowszych sterowników, Vulkan w wersji 1.1 jest obsługiwany na wszystkich procesorach graficznych (GPU) opartych na architekturze GCN.
- Karty z rodziny Radeon HD 7000 obsługuja wiele monitorów jednocześnie korzystając z technologii Eyefinity[5].
- Dekodowanie wideo jest wpomagane przez jednostke UVD w rdzeniu graficznym[6].
- Do akceleracji obliczeń naukowych można użyć frameworka OpenCL, który jest obsługiwany przez karty z rdzeniami TeraScale i GCN
- Karty oparte na GCN obsługują technologię ZeroCore Power[7]

## Produkty
| Model                                      | Rok              | Architektura | Proces techn. (nm) | Liczba tranzystorów (mld) | Rozmiar (mm²) | Interfejs magistrali | Jednostki wykonawcze | Jednostki mapowania textur | Jednostki rasteryzujace | Częstotliwość taktowania | Częstotliwość taktowania | Częstotliwość taktowania  | Szczytowy współczynnik wypełnienia (ang. fillrate) przy bazowej częstotliwości | Szczytowy współczynnik wypełnienia (ang. fillrate) przy bazowej częstotliwości | Pamięć        | Pamięć                                         | Pamięć   | Pamięć                       | Moc obliczeniowa GFLOPs (FMA) przy bazowej częstotliwości | Moc obliczeniowa GFLOPs (FMA) przy bazowej częstotliwości | Max TDP (waty) |
| Model                                      | Rok              | Architektura | Proces techn. (nm) | Liczba tranzystorów (mld) | Rozmiar (mm²) | Interfejs magistrali | Jednostki wykonawcze | Jednostki mapowania textur | Jednostki rasteryzujace | Podstawowa               | Turbo                    | Pamięć (MHz) bazowa/turbo | Jednostki teksturowania (GT/s)                                                 | Jednostki ROP (GP/s)                                                           | Pamięć (MB)   | Maks. pasmo (GB/s) przy bazowej częstotliwości | Typ DRAM | Szerokość szyny danych (bit) | Pojedynczej precyzji                                      | Podwójnej precyzji                                        | Max TDP (waty) |
| Radeon HD 7450 (Caicos)                    | styczeń 2012     | TeraScale    | 40                 | 0,370                     | 67            | PCIe 2.1 x16         | 80                   | 8                          | 4                       | 625                      | 750                      | 533/800                   | 5                                                                              | 2,5                                                                            | 512 lub 1024  | 8,5                                            | DDR3     | 64                           | 200                                                       | N/A                                                       | 18             |
| Radeon HD 7670 (Turks XT)                  | styczeń 2012     | TeraScale    | 40                 | 0,716                     | 118           | PCIe 2.1 x16         | 480                  | 24                         | 8                       | 800                      | –                        | 1000                      | 19,2                                                                           | 6,4                                                                            | 512 lub 1024  | 64                                             | GDDR5    | 128                          | 768                                                       | N/A                                                       | 66             |
| Radeon HD 7770 GHz Edition (Cape Verde XT) | luty 2012        | GCN 1.0      | 28                 | 1,5                       | 123           | PCIe 3.0 x16         | 640                  | 40                         | 16                      | 1000                     | –                        | 1125                      | 40                                                                             | 16                                                                             | 1024 lub 2048 | 72                                             | GDDR5    | 128                          | 1280                                                      | 80                                                        | 80             |
| Radeon HD 7790 (Bonaire XT)                | marzec 2013      | GCN 2.0      | 28                 | 2,080                     | 160           | PCIe 3.0 x16         | 896                  | 56                         | 16                      | 1000                     | –                        | 1500                      | 56                                                                             | 16                                                                             | 1024 lub 2048 | 96                                             | GDDR5    | 128                          | 1792                                                      | 128                                                       | 85             |
| Radeon HD 7870 XT (Tahiti LE)              | październik 2012 | GCN 1.0      | 28                 | 4,313                     | 352           | PCIe 3.0 x16         | 1536                 | 96                         | 32                      | 925                      | 975                      | 1500                      | 88,8                                                                           | 29,6                                                                           | 2048          | 192                                            | GDDR5    | 256                          | 2841,6                                                    | 710.4                                                     | 185            |
| Radeon HD 7970 (Tahiti XT)                 | styczeń 2012     | GCN 1.0      | 28                 | 4,313                     | 352           | PCIe 3.0 x16         | 2048                 | 128                        | 32                      | 925                      | –                        | 1375                      | 118.4                                                                          | 29,6                                                                           | 3072 lub 6144 | 264                                            | GDDR5    | 384                          | 3788,8                                                    | 947,2                                                     | 250            |